# 栃木県道250号中宮祠足尾線

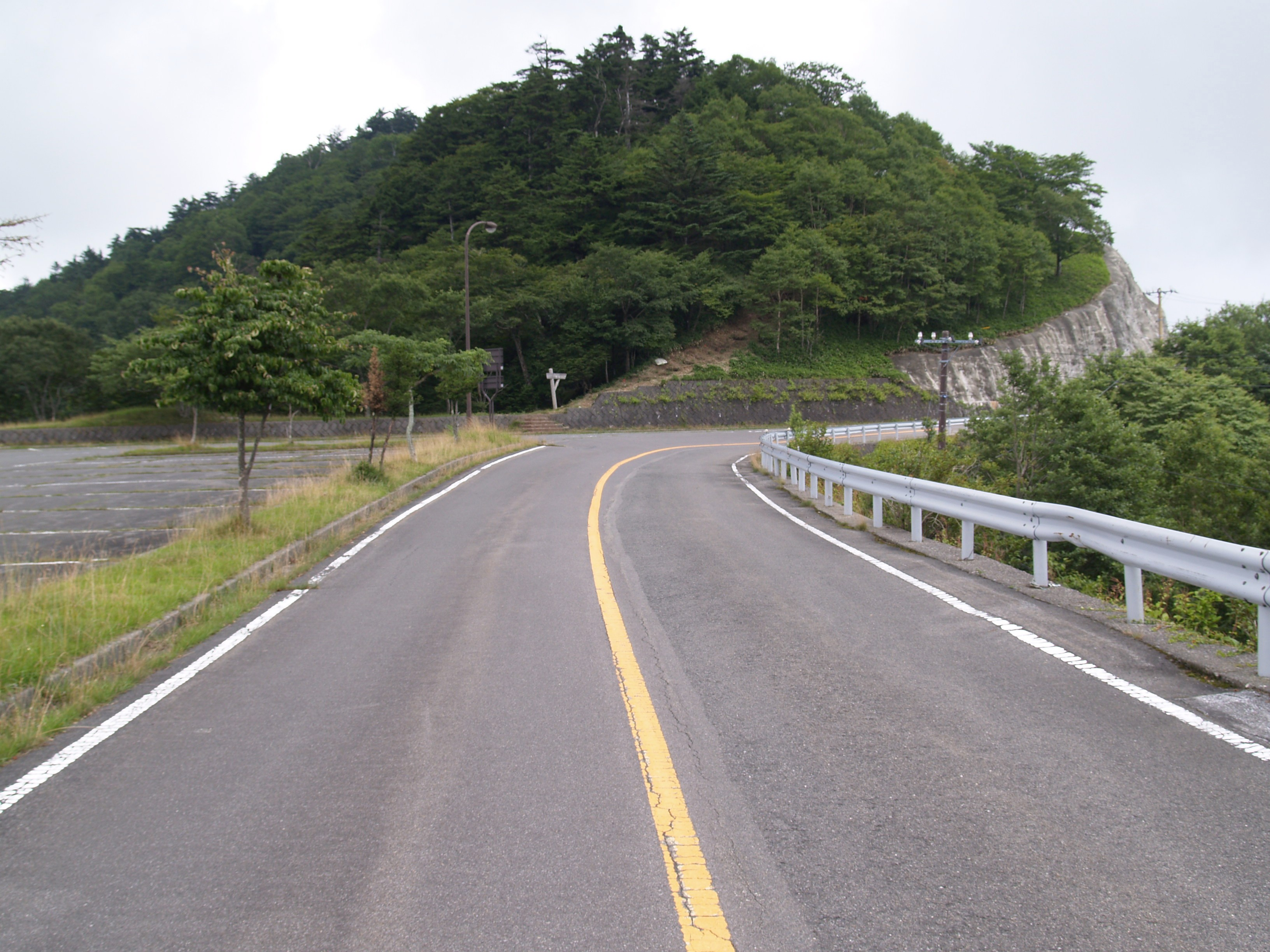
北側区間、中禅寺湖展望台付近（2010年8月）

栃木県道250号中宮祠足尾線（とちぎけんどう250ごう ちゅうぐうしあしおせん）は、栃木県日光市を通る一般県道である。
赤倉山付近の未通区間を挟み南北に分かれ、北側区間は1997年（平成9年）8月31日までは栃木県道路公社が管理する有料道路「中禅寺湖有料道路（中禅寺湖スカイライン）」であった。
本路線北側区間は夜間にローリング族等の対策の為閉鎖される他、冬期閉鎖となる。南側区間は旧足尾町市街地を通過する国道122号の旧道となっており、幅員の狭い区間もある。

## 概要
- 距離：10.893 km
- 起点：栃木県日光市中宮祠（立木観音入口交差点＝国道120号交点）
- 終点：栃木県日光市足尾町砂畑（国道122号交点）
- 指定：1961年（昭和36年）4月1日

## 沿線施設
- 中禅寺湖
- 中禅寺立木観音
- 半月山
- わたらせ渓谷鐵道わたらせ渓谷線 間藤駅、通洞駅、足尾駅
- 日光市役所足尾総合支所